# إمعشار

إمعشار طقوس يهودية أو كما يعتبرها البعض كتقاليد بالنسبة لهم. كما أن أصولها حسب المصادر الروائية  جاءت من معابد اليهود ويتم تقليدهم بالسخرية.

 ومن أبرز المناطق المعروفة بهذه التقاليد منطقة الجنوب بالمغرب خصيصا الأطلس الصغير وهي منطقة معروفة بإستقرار اليهود فيها حتى أواسط القرن 20م (الفترة الستينيات).

وقد إهتم أبناء المنطقة بالقيام بهذه التقاليد في عاشوراء وتأتي في 10 محرم بالتقويم الهجري، حيث يجتمع أهل المنطقة (الشباب فقط) في مكان معين ليكون كل واحد منهم يلبس ملابس فريدة وأقنعة ليجهلهم الأخرين بسبب صياحهم بالكلام المباح متابعا بأنغام موسيقية.

 ويقومون بتقسيم الأدوار بينهم حيث يختصون شخصا معينا كفيلا بجمع المال ويكون هو *الأمين، وآخر هو من يقوم بذكر الأقوال التي يتم الصياح بها ويسمى *بالحزان أو ما ندعوه بالحزام، ويكون من بينهم أنثى أو هو ذكر متنكر بملابس الأنثى ليغوي من يشاهدهم ليحصل على المال أو أشياء أخرى وتسمى ب *سميحة، والأخرون يقومون بالقرع على الطبول والبنادير والصياح بالكلام المباح حسب ما أقبل به الحزان (أو المايسترو).

  تقوم مجموعة إمعشار بزيارة المنازل واحة تلوى الأخرى ويهتفون بالأقوال أمام البيت حتى يحصلوا على ما يعتبرونه بالصدقة، وفي الأخير يجتمعون ثم يقررون ماذا سيفعلون بالمال الذي جمعوه أما يقومون بعمل وليمة ليجتمع فيها أهل البلدة أو مساعدة شخص محتاج أو يتم تقسيم المال فيما بينهم.

  ومن خلال هذه المجموعة التي تسمى بإمعشار جاء صنف آخر يسمى ب- إسمكان - وهي شبيهة لإمعشار حيث تتم في نفس التاريخ بطريقة مختلفة قليلة عن الأولى. ومنطقة أنامر أمسرا بإفران أطلس الصغير هي المعروفة بهذه الجماعة (إسمكان).

حيث يقوم شباب أنامر بالاجتماع في مكانهم المعتاد (دوتكما) فمنهم من يتنكر ومنهم من لا يفعل كما يقومون باختصاص الأمين ليجمع المال والأنثى المتنكرة والمسمى سميحة في إمعشار يدعونها ب تعزة في إسمكان، كما أنهم يجوبون البيوت إلا أنهم لا يهتفون بكلام مباح وإنما ببعض الألحان ومنضومات محترمة ليستمتعوا ويخرج أهل البيوت ويشاهدهم لهذا فأغلبهم لا يتنكرون.